# Неодадаїзм
Неодадаї́зм (нео-дада) — термін, що позначає різні стилі, напрямки і твори мистецтва, в яких вгадуються відроджені ідеали або методи дадаїзму, зокрема, для опису такого мистецтва 1950-х — 1970-х років.
Представники течії: Джаспер Джонс, Роберт Раушенберг. Неодадаїзм дав поштовх до виникнення поп-арту і зрідка використовується як його синонім.
Існують дві думки щодо появи терміна. За одною, він був введений Барбарою Роуз в 1960 році. За іншою — в 1958 році, у коментарі до статті Джаспера Джонса «Цільз п'ятьма особами», де позначав сукупність тенденцій середини XX століття, об'єднані відродження прийомів дадаїстів.